# Daan Kool
Daan Kool (Zevenhoven (Zuid-Holland), 12 mei 2001) is een Nederlandse baanwielrenner die zich specialiseert in de sprintonderdelen.

## Carrière
Kool was een talentvolle schaatser in de junioren categorieën. Hij won in het seizoen 2014/2015 en 2015/2016 meerdere medailles op Nederlandse Allround kampioenschappen en afstandskampioenschappen. Als training voor het schaatsen begon hij op zijn dertiende met wielrennen en later in 2017 ook met baanwielrennen bij het RTC op de wielerbaan in Amsterdam onder begeleiding van Leo Adegeest. Toen in het begin van het schaatsseizoen 2018/2019 zijn schaatsprestaties tegenvielen, nam Kool deel aan het NK baanwielrennen in Apeldoorn eind december en greep hij de Nederlandse titel op de 1 kilometer tijdrit bij de junioren.Met die prestatie trok hij de aandacht van talentcoaches van de KNWU.
In het voorjaar van 2019 mocht Kool aansluiten bij de Nationale talentenselectie en kreeg hij de kans om zich bezig te houden met de sprintonderdelen op de baan. Bij een internationale wedstrijd in Cottbus voldeed Kool aan de kwalificatie-eisen om te mogen meedoen aan het Europees kampioenschap baanwielrennen voor junioren in 2019. Bij dit EK won hij vier medailles. Door zijn prestaties op het EK junioren mocht hij ook naar het wereldkampioenschap voor junioren in Frankfurt (Oder). Hier behaalde Kool een tweede plaats op de 1 kilometer tijdrit en een derde plaats op de sprint. Als eerstejaarsbelofte behaalde hij een tweede plaats op de keirin tijdens het Europees beloften (u23) kampioenschap baanwielrennen. In 2021 werd Kool als tweedejaarsbelofte in eigen land op de wielerbaan in Apeldoorn Europees kampioen op de 1 km tijdrit.

## Palmares
| Jaar        | NK                                          | EK                                          | WK                    | Overig     |
| Als junior  | Als junior                                  | Als junior                                  | Als junior            | Als junior |
| ----------- | ------------------------------------------- | ------------------------------------------- | --------------------- | ---------- |
| 2018        | 1 km tijdrit                                |                                             |                       |            |
| 2019        |                                             | 1 km tijdrit · sprint · keirin · teamsprint | 1 km tijdrit · sprint |            |
| Als belofte |                                             |                                             |                       |            |
| 2020        |                                             | keirin                                      |                       |            |
| 2021        |                                             | 1 km tijdrit                                |                       |            |
| 2022        |                                             |                                             |                       |            |
| 2023        |                                             | teamsprint · 1 km tijdrit                   |                       |            |
| Als elite   |                                             |                                             |                       |            |
| 2019        | teamsprint                                  |                                             |                       |            |
| 2021        | teamsprint · 1 km tijdrit                   |                                             |                       |            |
| 2022        | teamsprint · sprint · keirin · 1 km tijdrit |                                             |                       |            |
| 2023        | 1 km tijdrit · sprint                       |                                             |                       |            |
| 2024        | Teamsprint                                  | 1 km tijdrit                                |                       |            |